# Nueil-les-Aubiers
Nueil-les-Aubiers is een gemeente in het Franse departement Deux-Sèvres (regio Nouvelle-Aquitaine). De plaats maakt deel uit van het arrondissement Bressuire. Nueil-les-Aubiers telde op 1 januari 2022 5.529 inwoners. De gemeente is ontstaan in 2001 door de fusie van de gemeenten Nueil-sur-Argent en Les Aubiers.

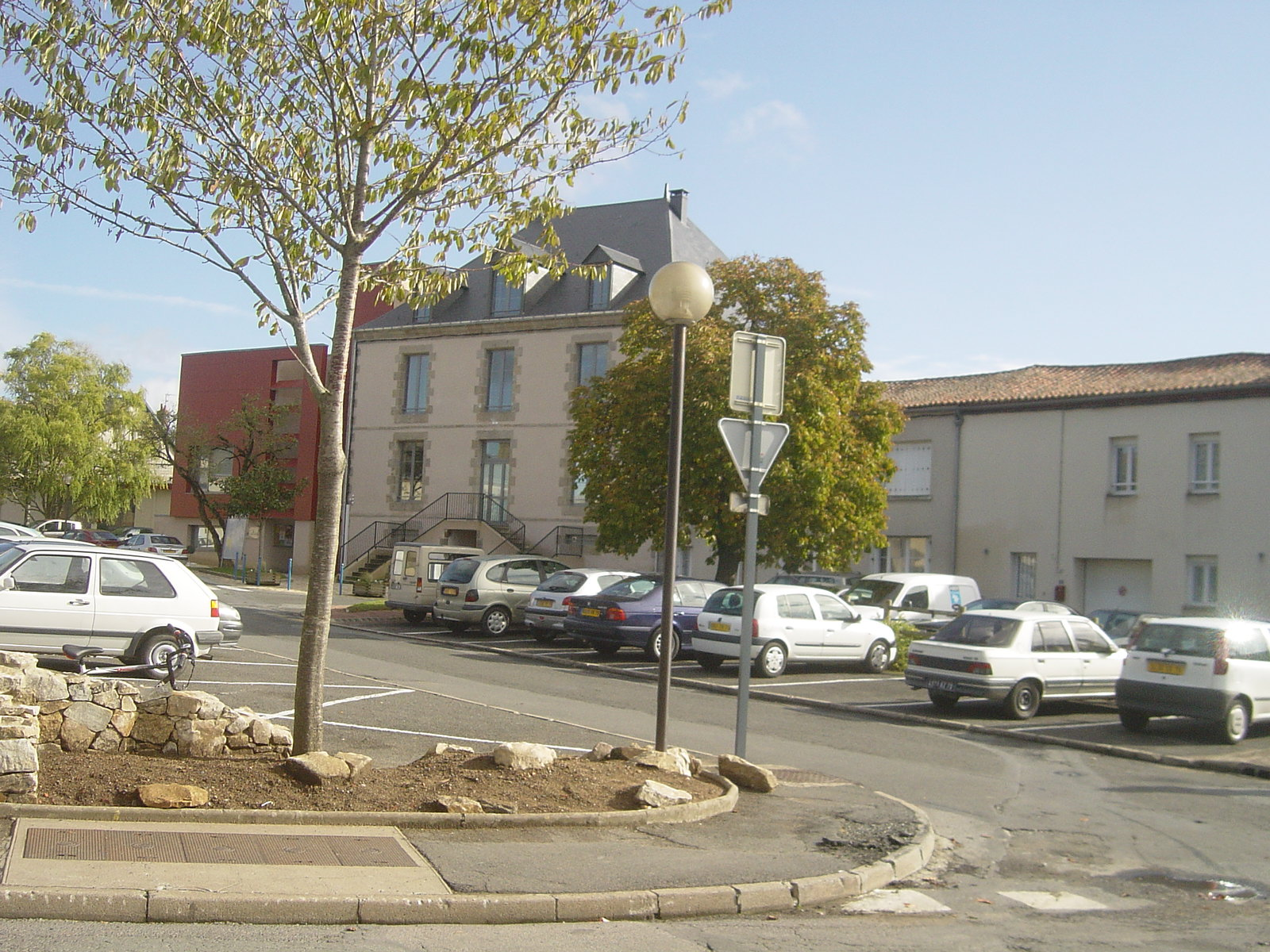
Sociaalcultureel centrum
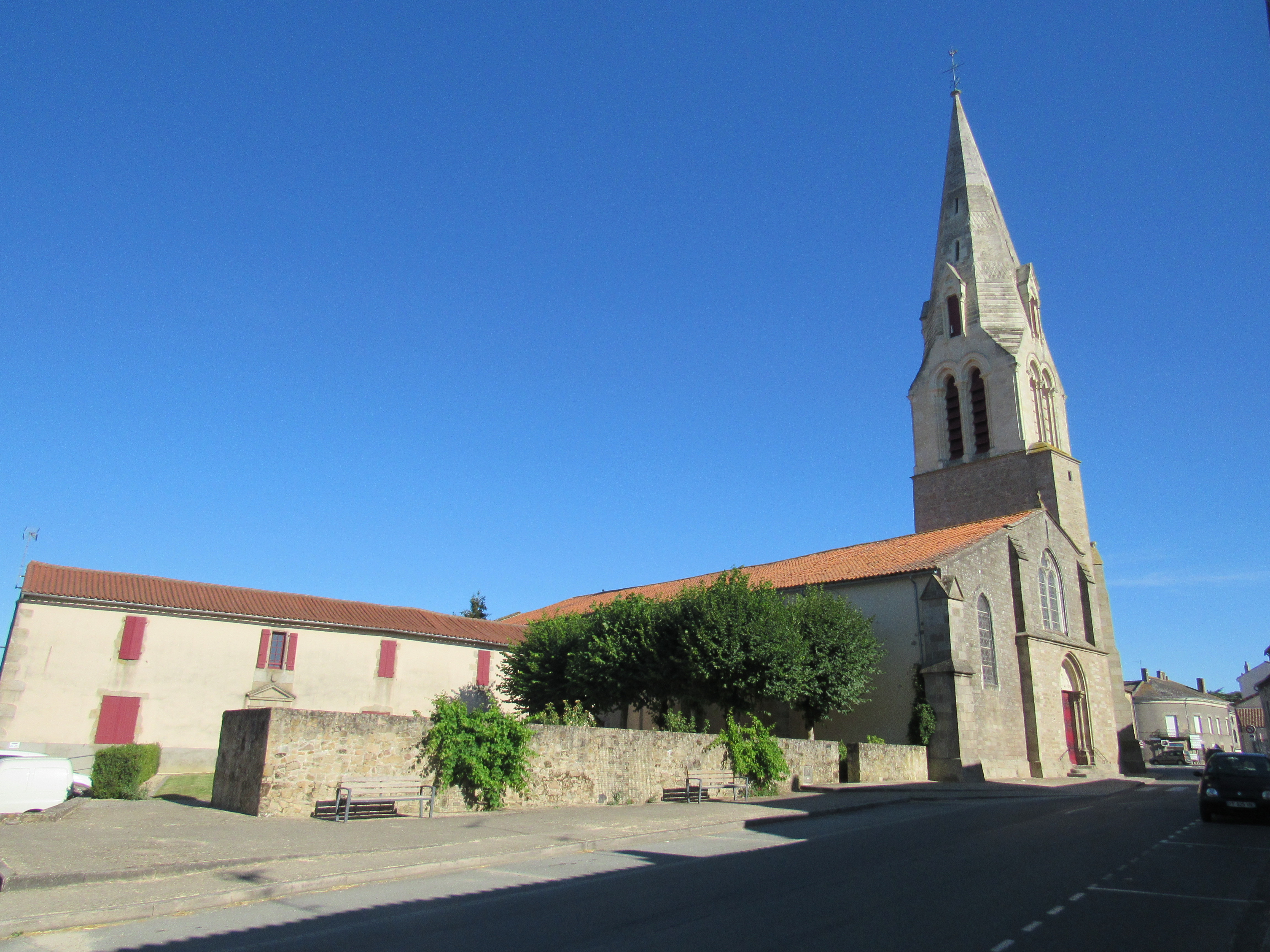
Kerk Saint-Hilaire van Nueil-sur-Argent (12e en 15e eeuw)
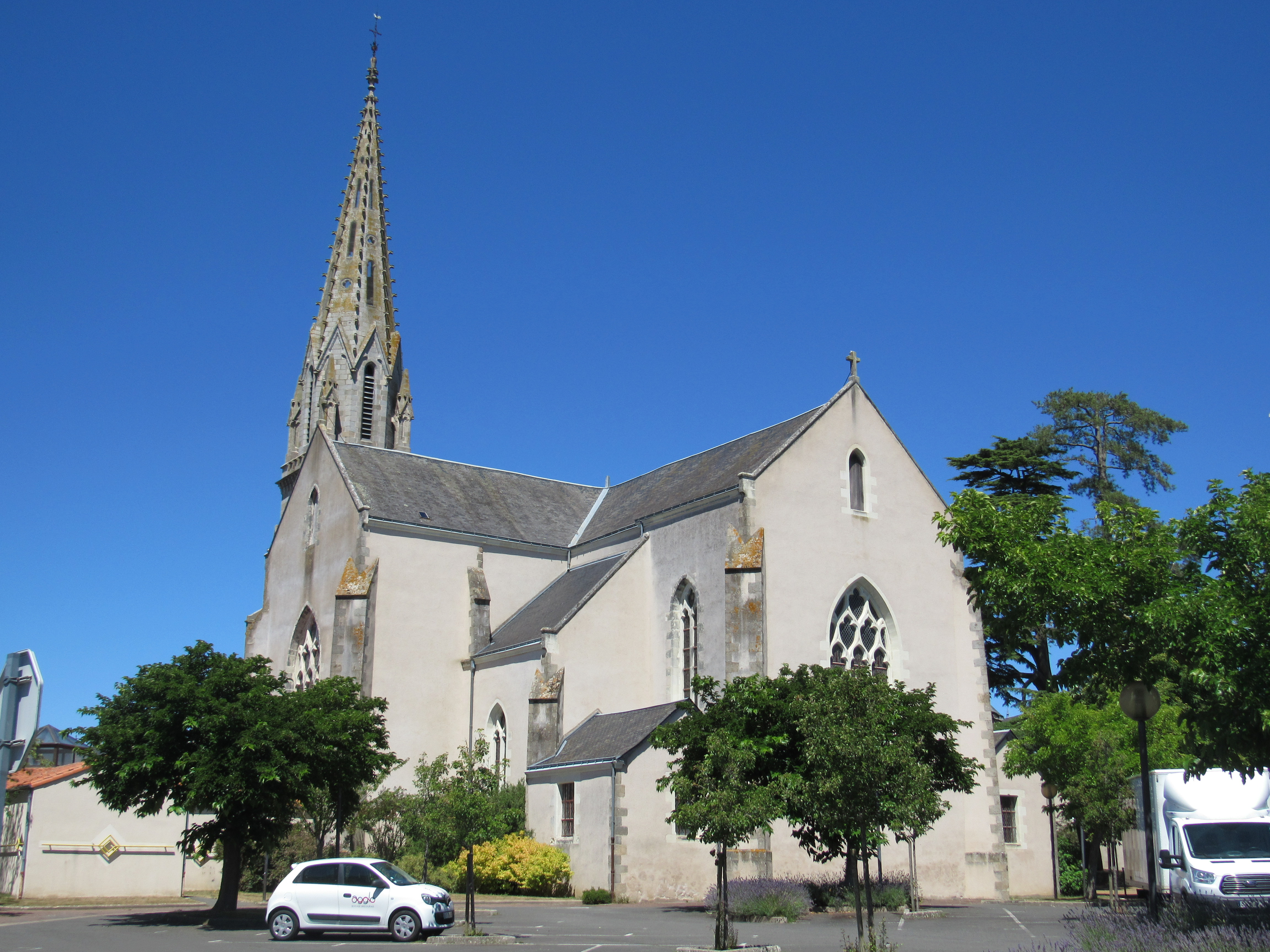
Kerk Sainte-Melanie van Les Aubiers

## Geschiedenis
Zowel Les Aubiers als Nueil zijn in de middeleeuwen ontstaan in de buurt van de oude Romeinse weg tussen Poitiers en Nantes, de Chemin de Chausseraie. Beide plaatsen werden voor het eerst vermeld in 1123 en beide kenden oorlogsgeweld tijdens de Opstand in de Vendée. Op 13 april 1793 versloegen de opstandelingen onder Henri de la Rochejaquelein republikeinse troepen in Les Aubiers. In juli en oktober van dat jaar waren er gevechten in het bosgebied Bois des Chèvres bij Nueil tussen opstandelingen en troepen van de republikeinse generaal François-Joseph Westermann. Het centrum van Les Aubiers werd op 14 maart 1794 vernield door de colonne infernale van de republikeinse generaal Louis Grignon. En in augustus 1795 staken republikeinen de kerk Sainte-Melaine van Les Aubiers in brand. 
Na de Revolutie, eind 18e eeuw, werden twee gemeenten gevormd: Les Aubiers en Nueil-sous-les-Aubiers; in 1964 werd dit Nueil-sur-Argent. Op 11 maart 2001 fuseerden beide gemeenten.

## Geografie
De oppervlakte van Nueil-les-Aubiers bedroeg op 1 januari 2022 98,83 vierkante kilometer; de bevolkingsdichtheid was toen 55,9 inwoners per km².
De Scie mondt uit in de Argenton (of Argent) in de gemeente. De Scie scheidt het dorpscentrum van Les Aubiers in het noorden van dat van Nueil-sur-Argent in het zuiden. Het zuiden van de gemeente ligt in de riviervallei van de Argenton; het noorden bestaat uit een droger, aflopend plateau. Het landschap bestaat voornamelijk uit bocage.
De onderstaande kaart toont de ligging van Nueil-les-Aubiers met de belangrijkste infrastructuur en aangrenzende gemeenten.

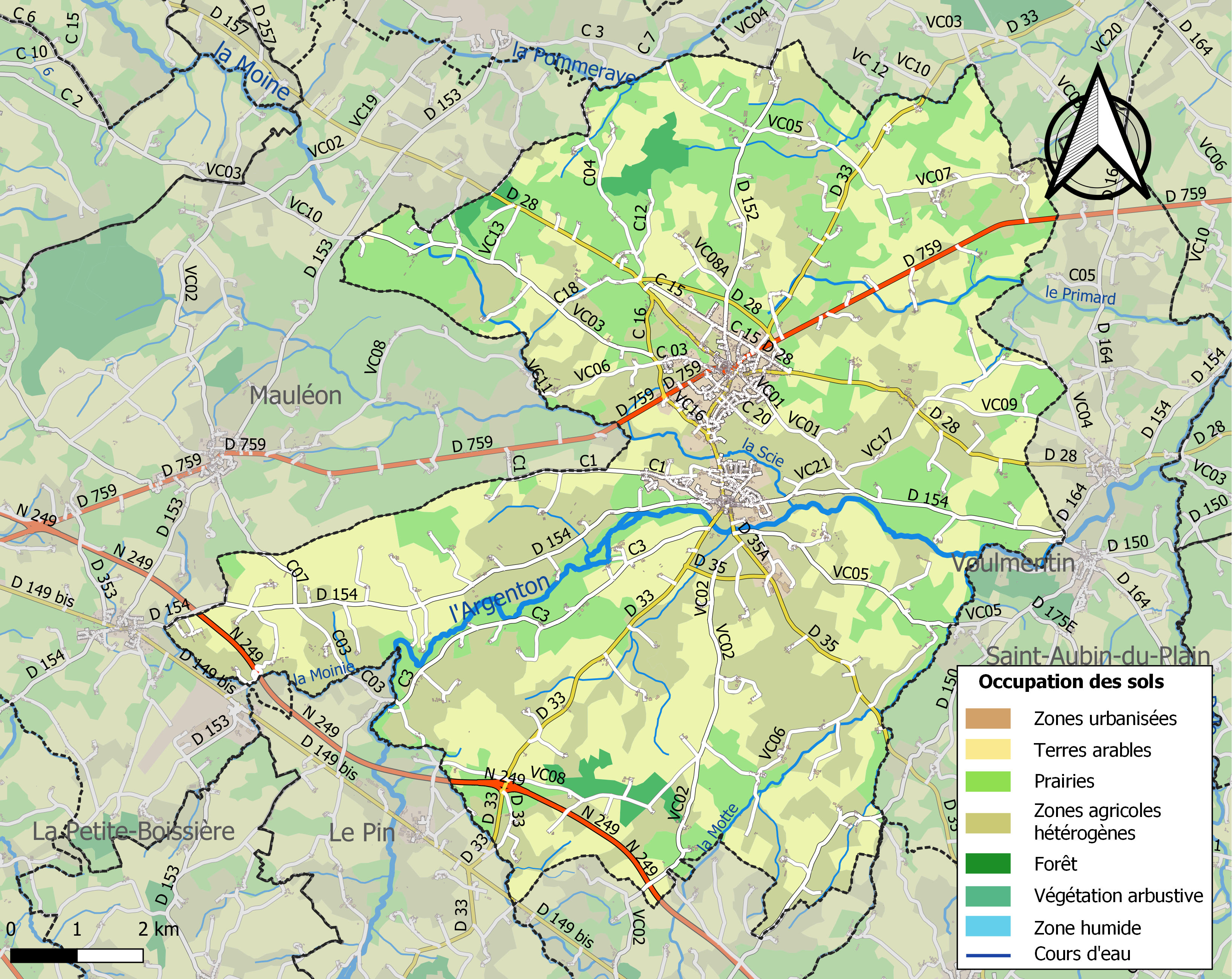

## Demografie
Onderstaande figuur toont het verloop van het inwonertal (bron: INSEE-tellingen).

## Geboren in Nueil-les-Aubiers
- Jean-Marie Leblanc (1944), wielrenner, sportjournalist en wielerploegdirecteur